# Hiroshi Ito
Hiroshi Ito (1909-Tokio, 2006) fue un botánico, y pteridólogo japonés.

## Algunas publicaciones

### Libros
- 1981, reprodujo y publicó de Masasuke Ogata: “Icones Filicum Japoniae”, de ocho vols. en III: los I y II son reproducción de los vols. de Ogata 1 a 4 y 5 a 8 respectivamente. El vol. 3 es nuevo, conteniendo 131 placas que quedaron después de la muerte de Ogata, en 1944. Algunas adiciones fueron preparados por Ito en esa obra, anotaciones para cada plancha, una sinopsis de la clasificación de todos los taxones que aparecen en esos libros, y los índices de nuevo.